# Nephus quadrimaculatus
Fyrfläckig plattdvärgpiga (Nephus quadrimaculatus) är en skalbaggsart som först beskrevs av Johann Friedrich Wilhelm Herbst 1783. Den ingår i släktet Nephus och familjen nyckelpigor. Arten är reproducerande i Sverige.

## Beskrivning
En platt, bred nyckelpiga med huvudsakligen svart kropp med ljus behåring. Täckvingarna har två gulorange fläckar vardera som är något bredare än långa, och orange ben. Som det svenska trivialnamnet antyder, är arten mycket liten, med en kroppslängd på 1,5 till 2 mm.

## Utbredning
Utbredningsområdet sträcker sig från Mellaneuropa inklusive England och Wales samt vidare österut via Vitryssland, Ukraina, Ryssland, Kaukasus och Georgien till Sydvästasien, Armenien, Azerbajdzjan, Kazakstan och Taiwan Arten är bofast och reproducerande i Sverige, och klassificerad som livskraftig ("LC") där, men några observationer är inte registrerade av Artdatabanken. Den förekommer inte i Finland.

## Ekologi
Habitatet består av träd, buskar, samt mera sällsynt gräs i skogar, parker, våtängar och trädgårdar där den jagar bladlöss och ullsköldlöss. Arten är aktiv mellan april och september.

## Bildgalleri

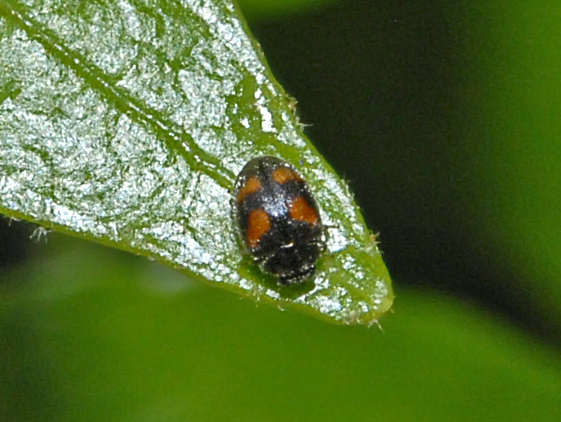
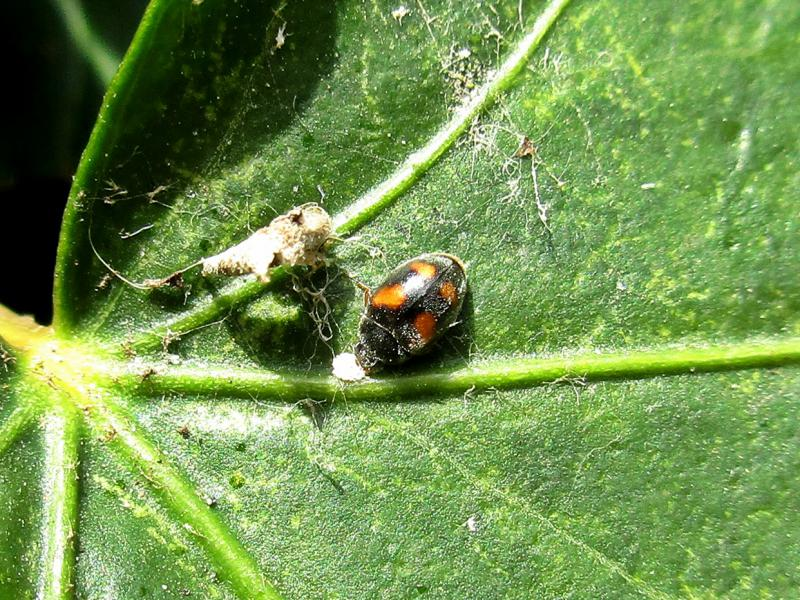